# ویلیام تایرل
ویلیام تایرل (انگلیسی: William Tyrrell, 1st Baron Tyrrell; ۱۷ اوت ۱۸۶۶ – ۱۴ مارس ۱۹۴۷) دیپلمات، و سیاستمدار اهل بریتانیا بود. او بین سال‌های ۱۹۲۵ و ۱۹۲۸ معاون وزیر امور خارجهٔ بریتانیا و از ۱۹۲۸ تا ۱۹۳۴ سفیر بریتانیا در فرانسه بود.